# Àlex Romaní Balcells
Àlex Romaní Balcells   (Barcelona, 18 d'abril de 1964) és un copilot de ral·lis català. També ha estat director de cursos d'automobilisme de la federació catalana i un dels organitzadors del Ral·li Costa Brava. És autor de l'obra de referència Manual de rallies (1997).

## Trajectòria esportiva
S'inicià en el campionat Zanini Racing el 1982 i debutà en el Campionat d'Europa de ral·lis el 1987. Participà per primera vegada en el Mundial de ral·lis (WRC) com a copilot de Luis Monzón (1991). Posteriorment fou copilot de Jesús Puras (1992-1995), Luis Climent (1997-2001), Daniel Solà (2002-2003) i Claudio Aldecoa (des del 2005) amb diversos vehicles, entre ells el Mitsubishi Lancer, Subaru Impreza, Skoda Octavia i Citroën Saxo.
Participà en 53 ral·lis del WRC, en què aconseguí com a millor resultat la sisena plaça al Ral·li de Catalunya (1992), i en 15 ral·lis de l'Europeu, en què aconseguí la victòria al ral·li de Madrid (1992) i al de La Corunya (1997). També participà en 24 proves del Campionat del Món de ral·lis de producció i aconseguí tres victòries. D'altra banda, fou campió del món Team's Cup (1999) i campió d'Espanya de ral·lis de terra en categories inferiors (1992 i 2001).